# 빈키아투로
빈키아투로(이탈리아어: Vinchiaturo)는 이탈리아 몰리세주 캄포바소도의 코무네다. 캄포바소로부터 남서쪽 10km 거리에 있다.